# チャンス of LOVE
「チャンス of LOVE」（チャンスオブラブ）は、当時ハロー!プロジェクトに属していたメロン記念日の9thシングル。2003年5月8日に発売された。

## 収録曲
作詞・作曲：つんく
1. チャンス of LOVE
  - 編曲：鈴木Daichi秀行
2. 夏
  - 編曲：SHO-1
3. チャンス of LOVE（Instrumental）

## 参加ミュージシャン
チャンス of LOVE
- プログラミング&ギター：鈴木Daichi秀行
- サックス：竹上良成
- コーラス：メロン記念日・つんく

夏
- プログラミング：SHO-1
- ギター：清水一雄
- コーラス：メロン記念日・つんく